# Perrigny (Yonne)
Perrigny é uma comuna francesa na região administrativa de Borgonha-Franco-Condado, no departamento de Yonne. Estende-se por uma área de 12,68 km². Em 2010 a comuna tinha 1 298 habitantes (densidade: 102,4 hab./km²).